# Sachi (SILVAの曲)
「Sachi」（サチ）は、SILVAの1枚目のシングル。1998年10月7日発売。

## 収録曲
1. Sachi
  - 作詞：SILVA 作曲・編曲：朝本浩文

テレビ朝日系「ニュースステーション」ウェザーテーマ
2. 雨にうたう
  - 作詞：SILVA 作詞・作曲：朝本浩文
3. 雨にうたう（NU VIBES）
  - 編曲：REBIRTH OF SOUL
4. Sachi（Instrumental）

| スタブアイコン | サブスタブ | この項目は、まだ閲覧者の調べものの参照としては役立たない、シングルに関連した書きかけの項目です。この項目を加筆・訂正などしてくださる協力者を求めています（P:音楽/PJ:楽曲）。 |